# پدر و پسران
«پدر و پسران» (انگلیسی: Father and the Boys) یک فیلم صامت آمریکایی است که در سال ۱۹۱۵ منتشر شد. از بازیگران آن می‌توان به لان چنی اشاره کرد.